# Caesalpinia exostemma
Caesalpinia exostemma är en ärtväxtart som beskrevs av Dc. Caesalpinia exostemma ingår i släktet Caesalpinia och familjen ärtväxter.

## Underarter
Arten delas in i följande underarter:
- C. e. exostemma
- C. e. tampicoana